# Ophiophragmus chilensis
Ophiophragmus chilensis är en ormstjärneart som först beskrevs av Müller och Franz Hermann Troschel 1843.  Ophiophragmus chilensis ingår i släktet Ophiophragmus och familjen trådormstjärnor. Inga underarter finns listade i Catalogue of Life.